# Kiongwe
Kiongwe är en ort i Kenya. Den ligger i länet Lamu, i den sydöstra delen av landet, 500 km öster om huvudstaden Nairobi. Kiongwe ligger 5 meter över havet och antalet invånare är 834.
Terrängen runt Kiongwe är mycket platt. Havet är nära Kiongwe åt sydost. Närmaste större samhälle är Lamu, 19,0 km nordost om Kiongwe.